# Arenivaga belli
Arenivaga belli (лат.) — вид песчаных тараканов-черепашек рода Arenivaga из семейства Corydiidae (или Polyphagidae). Обнаружены в Северной Америке: США (Калифорния, Невада, Юта).

## Описание
Среднего размера тараканы овально-вытянутой формы: длина тела от 17,7 до 21,2 мм; наибольшая ширина тела (GW) 7,6-9,4 мм; ширина пронотума (PW) 5,32-6,38 мм; длина пронотума (PL) 3,66-4,33 мм. Соотношение длины тела к его наибольшей ширине у голотипа = TL/GW 2,04. Основная окраска оранжево-коричневая (песчаная). Имеют по 2 коготка на лапках. Ноги средней и задней пары покрыты шипиками.
.
Обитают в песчаной почве, песчаных дюнах. Питаются, предположительно, как и другие виды своего рода, микоризными грибами, листовым детритом пустынных кустарников и семенами, собранными млекопитающими. В надземных условиях живут только крылатые самцы (отличаются ярко выраженным половым диморфизмом: самки рода Arenivaga бескрылые, внешне напоминают мокриц).
Вид был впервые описан в 2014 году американским энтомологом Хейди Хопкинсом (Heidi Hopkins) и назван в честь биолога Уильяма Белла (Dr. William Bell), исследователя тараканов и соавтора книги «Cockroaches: Ecology, Behavior and Natural History».